# Josh Cooley
Pour les articles homonymes, voir Cooley.
 (septembre 2020).
Si vous disposez d'ouvrages ou d'articles de référence ou si vous connaissez des sites web de qualité traitant du thème abordé ici, merci de compléter l'article en donnant les références utiles à sa vérifiabilité et en les liant à la section « Notes et références ».
Josh Cooley est un réalisateur, scénariste, storyboardeur, acteur et animateur américain, né le 23 mai 1980 à Los Angeles en Californie. Il a travaillé durant 17 ans pour les studios Pixar. Il est surtout connu pour avoir été le réalisateur et co-auteur de l'histoire de Toy Story 4, ainsi que scénariste, responsable de l'histoire et du storyboard de Vice-versa. Il a également été artiste de storyboard sur Ratatouille, Là-haut, ou encore Cars : quatre roues et Cars 2.

## Biographie
Joshua Cooley est né le 23 mars 1980 à Berkeley en Californie. Durant son enfance, il a notamment été marqué par les cartoons des Looney Tunes, en particulier Bugs Bunny. C'est en regardant Qui veut la peau de Roger Rabbit de Robert Zemeckis, un film mêlant prises de vues réelles et animation 2D qu'il est convaincu qu'il travaillera plus tard dans l'animation.
En 2003, il est recruté comme stagiaire chez les studios Pixar, où il est remarqué par Joe Ranft qui deviendra son mentor. 
Il fait ses preuves comme artiste de storyboard (avec notamment Doug Sweetland) sur le film de Brad Bird, les Indestructibles. Après la production de ce film, il continue au même poste sur les productions Cars en 2006, Ratatouille en 2007, Là-haut en 2009 et Cars 2 en 2011. 
En 2009, il écrit et réalise son premier court-métrage : George et A.J. dont les protagonistes sont les deux employés de la maison de Shady Oaks qui étaient venus récupérer Carl Fredericksen dans Là-haut. Ce court-métrage a la particularité d'être le premier court-métrage 2D de Pixar.
En 2015, il travaille sur le film Vice-versa en tant que scénariste et responsable de l’histoire et du storyboard. Il a écrit le scénario du film avec Meg LeFauve et Pete Docter basé une histoire de ce dernier et de Ronnie del Carmen. Le film, co produit avec Walt Disney Pictures, reçoit une nomination aux Academy Awards pour le prix de l’Oscar du meilleur scénario original. C’est également la même année où il écrit et réalise son premier court-métrage 3D mettant en scène les personnages principaux de Vice-versa : Premier rendez-vous ? où Riley présente son petit copain Jordan à ses parents.
Face au succès du 15e film d’animation de Pixar, John Lasseter lui propose de devenir son co-réalisateur et le co-scénariste (avec Rashida Jones et Will McCormack) sur Toy Story 4. Finalement, en 2017, Lasseter décide de lui laisser l’entière réalisation du dernier volet de la série de films de Toy Story. Il a aussi co-imaginé, co-écrit l’histoire du film et collaboré au scénario avec les scénaristes Stephany Folsom et Andrew Stanton, ainsi que Valerie LaPointe, Rashida Jones, Martin Hynes, Will McCormack et John Lasseter. Le film est un colossal succès critique et commercial. Il gagne  l'Oscar du meilleur film d’animation 2020 et reçoit une nomination aux Golden Globes pour le meilleur film d’animation.
En parallèle, il participa aux "Story Trusts" (réunions sur les histoires des films) sur les deux autres productions de Pixar Animation Studios : En avant et Soul. C’est pour ce dernier qu’il va aider les scénaristes du film (Pete Docter, Kemp Powers et Mike Jones) à la contribution des dialogues, en compagnie de Tina Fey, Meredith Scardino et Sam Means. Il quitte les studios Pixar en mars 2020 après 17 ans de collaboration.
Récemment[Quand ?], Josh Cooley a été choisi pour réaliser et co-écrire l’histoire d'un film d’animation de Transformers pour Paramount Pictures, avec les scénaristes du film d’Andrew Barrer et Gabriel Ferrari. Le film a pour titre Transformers One.
Il a été aussi annoncé que Josh Cooley réalisera et écrira le scénario de l’adaptation du livre « Malamander », de l’écrivain Thomas Taylor, pour Sony Pictures Animation. Ce film marque sa première incursion dans le live-action en tant que scénariste-réalisateur.
Josh Cooley a également été choisi par Universal pour mettre en scène et écrire le scénario de Little Monsters, un film mêlant animation et prises de vues réelles. Il a été annoncé qu'un film basé sur l'attraction de   La Tour de la Terreur : Un Saut dans la Quatrième Dimension verra le jour dans quelques années. Josh Cooley signera le scénario sur une histoire de John August. Il sera réalisé par Taika Waititi avec Scarlett Johansson dans le rôle-titre.

## Filmographie

### Réalisateur
- 2009 : George et A.J.
- 2015 : Premier rendez-vous ?
- 2019 : Toy Story 4
- 2024 : Transformers : Le Commencement

### Scénariste
- 2009 : George et A.J.
- 2011 : Mini Buzz histoire originale avec Angus MacLane et John Lasseter
- 2015 : Premier rendez-vous ?
- 2015 : Vice-versa (scénario avec Pete Docter et Meg LeFauve (également superviseur du scénario, de l’histoire et du storyboard)
- 2019 : Toy Story 4 histoire originale avec John Lasseter, Andrew Stanton, Stephany Folsom, Will McCormack, Rashida Jones, Valerie LaPointe et Martin Hynes et collaborateur au scénario avec Andrew Stanton et Stephany Folsom
- 2020 : Soul dialogues complémentaires avec Tina Fey, Meredith Scardino et Sam Means
- 2021 : 22 contre la Terre (court métrage)

### Storyboardeur
- 2004 : Les Indestructibles réalisé par Brad Bird
- 2006 : Cars : quatre roues réalisé par John Lasseter et Joseph Ranft
- 2007 : Ratatouille réalisé par Brad Bird et Jan Pinkava
- 2009 : Calendar Confloption réalisé par Andrew Jimenez
- 2009 : Là-haut réalisé par Pete Docter et Bob Peterson
- 2011 : Cars 2 réalisé par John Lasseter et Brad Lewis
- 2012 : Rebelle réalisé par Mark Andrews, Brenda Chapman et Steve Purcell

### Acteur
- 2009 : Là-haut : Omega
- 2010 : Martin se la raconte : Roger Shuttle (2 épisodes)
- 2011 : Mini Buzz : le caissier et le sorcier lézard
- 2013 : Toy Story : Angoisse au motel : Officier Phillips
- 2013 : Tales from Radiator Springs : voix additionnelles (2 épisodes)
- 2015 : Disney Infinity : Jangles le clown
- 2015 : Premier rendez-vous ?

### Animateur
- 2011 : Cars 2 réalisé par John Lasseter et Brad Lewis
- 2012 : Rebelle réalisé par Mark Andrews, Brenda Chapman et Steve Purcell
- 2015 : Vice-versa réalisé par Pete Docter et Ronnie del Carmen